# 7,5 cm Pak 40

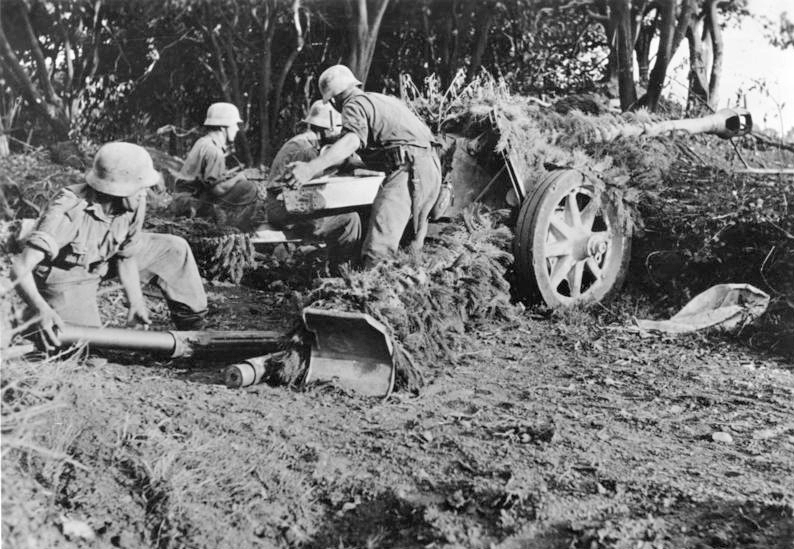
Duitse soldaten herladen een Pak 40 in Italië

Het 7,5 cm Pak 40 (7,5 Panzerabwehrkanone 40) was een 75 mm antitankkanon dat door Duitsland werd gebruikt in de Tweede Wereldoorlog en werd ontworpen en geproduceerd door Rheinmetall. Het Pak 40 vormde de ruggengraat van de Duitse tankafweer tijdens de latere jaren van de Tweede Wereldoorlog.

## Ontwikkelingsgeschiedenis
De ontwikkeling van het Pak 40 begon in 1939 door het bedrijf Rheinmetall, nu nog steeds een wapenproducent. Aanvankelijk had het plan om een kanon met een kaliber van 7,5 cm te produceren geen prioriteit. Dit veranderde toen het Duitse leger tijdens de inval in de Sovjet-Unie veel verzet ondervond van onverwacht sterke tanks als de T-34 en de KV-1. Reeds beschikbare antitankkanonnen als het Pak 38 en het Pak 39 konden niet genoeg schade toebrengen aan de sterk gepantserde Sovjettanks.
De eerste prototypen van het Pak 40 werden geproduceerd in november 1941. De uiteindelijke modellen werden in begin 1942 in productie genomen en de fabricage liep verder tot aan het einde van de oorlog.

## Gebruik
Het Pak 40 werd voor het grootste deel gebruikt door de Wehrmacht. Het was met een doorslagvermogen van 97 mm pantserstaal op 1000 meter afstand een effectief wapen, maar door materieeltekorten waren er meestal maar negen van beschikbaar per infanteriedivisie, toegevoegd aan het antitankbataljon daarvan. Ook leverde Duitsland grote aantallen aan hun bondgenoten. Toch werden ook enkele achtergelaten kanonnen overgenomen door bijvoorbeeld het Rode Leger. Na het einde van de oorlog werd er nog Pak 40 geschut in gebruik genomen door Europese landen als Bulgarije, Finland, Hongarije en Noorwegen.
Er zijn in totaal ongeveer 23.500 Pak 40's geproduceerd als antitankkanon en meer dan 6.000 werden er gemaakt om tankjagers te bewapenen. Het produceren van één stuk 75 mm Pak 40 kostte ongeveer 12.000 rijksmark.

## Overgebleven exemplaren in Nederland en België
Er zijn enkele Pak 40's in Nederland en België overgebleven in musea of op openbare plaatsen.
| Land      | Plaats                | Locatie                               |
| --------- | --------------------- | ------------------------------------- |
| Nederland | Overloon              | Oorlogsmuseum Overloon                |
| Nederland | Hoek van Holland      | Atlantikwall-museum                   |
| Nederland | Zandoerle             | Dorpscentrum                          |
| Nederland | Groesbeek             | Nationaal Bevrijdingsmuseum 1944-1945 |
| Nederland | Valkenburg (Limburg)  | Dorpscentrum                          |
| België    | Raversijde (Oostende) | Openluchtmuseum Atlantikwall          |